# Rhacophorus puerensis
Rhacophorus puerensis es una especie de anfibios de la familia Rhacophoridae.

## Distribución geográfica
Es endémica de la provincia de Yunnan (China).
Esta especie se encuentra en peligro de extinción por la pérdida de su hábitat natural.